# 美麗時光
《美麗時光》（英語：The Best Of Times）是一部於2002年上映的台灣電影，由張作驥所導演，由范植偉、高盟傑主演。該電影獲選為第59屆威尼斯影展正式競賽片，並於第39屆金馬獎獲得最大獎項最佳劇情片獎。

## 劇情
19歲的小偉和阿傑生長在大宅院裡，他們最喜歡在傾盆大雨時跑到院子裡玩水、在家附近的大排水溝旁發呆、在連接家和外面世界的長巷裡奔跑聊天。 小偉和阿傑之後加入黑社會，在拿手槍到處討債。

## 獎項
| 獎項             | 名單     | 結果 |
| ---------------- | -------- | ---- |
| 最佳劇情片       | 美麗時光 | 獲獎 |
| 最佳導演         | 張作驥   | 入圍 |
| 最佳男主角       | 范植偉   | 入圍 |
| 最佳男配角       | 高盟傑   | 入圍 |
| 最佳新演員       | 高盟傑   | 入圍 |
| 最佳原著劇本     | 張作驥   | 入圍 |
| 最佳攝影         | 張宜敏   | 入圍 |
| 最佳原創電影音樂 | 張 藝    | 入圍 |
| 最佳剪輯         | 廖慶松   | 入圍 |
| 年度最佳台灣電影   | 美麗時光 | 獲獎 |
| 觀眾票選最佳影片 | 美麗時光 | 獲獎 |

| 獎項               | 名單     | 結果 |
| ------------------ | -------- | ---- |
| 最佳電影（港台）   | 美麗時光 | 獲獎 |
| 最佳導演（港台）   | 張作驥   | 獲獎 |
| 最佳男演員（港台） | 范植偉   | 入圍 |
| 最佳男演員（港台） | 高盟傑   | 入圍 |

| 獎項   | 名單     | 結果 |
| ------ | -------- | ---- |
| 金獅獎 | 美麗時光 | 入圍 |

| 獎項       | 名單     | 結果 |
| ---------- | -------- | ---- |
| 最佳影片   | 美麗時光 | 獲獎 |
| 最佳男演員 | 范植偉   | 獲獎 |